# Pedro de Noguera

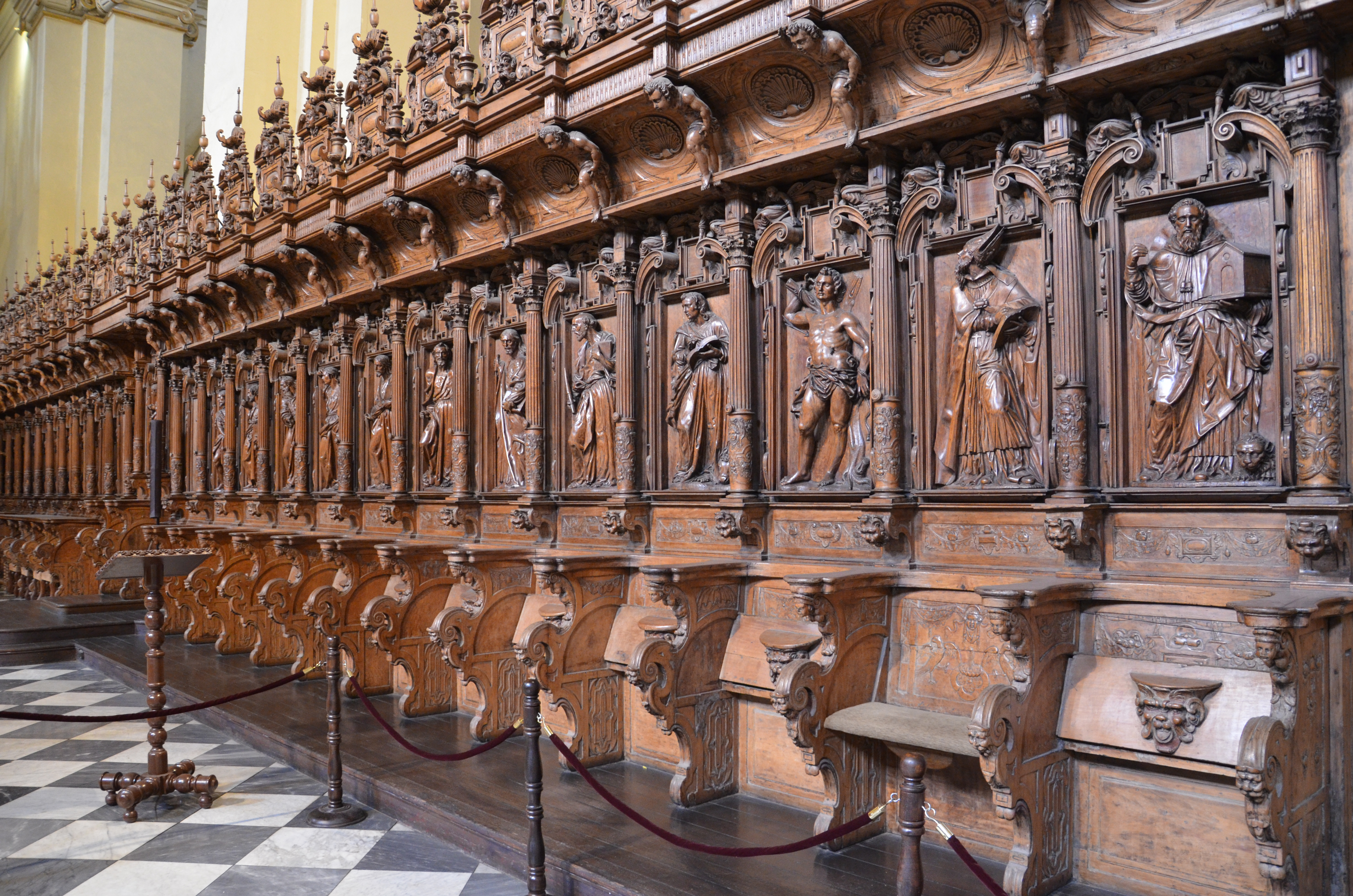
Cadirat del cor, Catedral de Lima, Perú

Pedro de Noguera (Barcelona, c. 1580 – Lima, c. 1660) fou un escultor del barroc espanyol d'origen català, considerat un dels màxims exponents del barroc hispanoamericà del segle xvii. Format a Sevilla, el 1619 se'n va anar a viure al Virregnat del Perú on va contreure matrimoni. S'hi va establir a Lima.

## Obres
- Cadirat del cor de la Catedral de Lima.
- Retaule major per a l'església de Sant Francesc a El Callao.